# Ernesto Quesada
Ernesto Ángel Quesada Medina (Buenos Aires, 1 de junio de 1858 - Spiez, Suiza, 7 de febrero de 1934) fue un abogado, sociólogo, historiador, escritor, catedrático y magistrado argentino. Formó parte de la generación del 80, aunque sus preferencias intelectuales, políticas y sociales hicieron de él una personalidad singular.En una nota autobiográfica, Quesada se calificó a sí mismo como polígrafo, y destacó que dentro de su obra había una estricta unidad de estudio y producción, y que solo había cultivado las ciencias sociales. Quesada incluía así en su concepto de ciencias sociales su amplia producción jurídica, histórica, política y literaria: Juan Canter contabilizó 564 títulos pertenecientes a Quesada. Pensador polifacético, se lo considera figura inaugural del revisionismo histórico en Argentina, y uno de los fundadores de las ciencias sociales de ese país.

De formación esencialmente alemana, es el primer historiador al que podemos llamar federal por derecho propio —pese a sus antecedentes unitarios— e indiscutido precursor del revisionismo.
Miguel Ángel Scenna

## Biografía

### Familia y estudios
Hijo del diplomático argentino Vicente Gregorio Quesada (1830-1913) y de Elvira Lorenza Medina (1840-fecha desconocida), Ernesto Quesada nació el 1 de junio de 1858 en la ciudad de Buenos Aires. El ambiente familiar tuvo una influencia decisiva en su desarrollo intelectual. Entre 1869 y 1872 asistió al Colegio San José. En ese tiempo disfrutaba vacacionar en la estancia de su amigo Rafael Obligado. En 1872, su padre pidió licencia de su cargo de director de la Biblioteca Pública de Buenos Aires con el fin de viajar a Europa para la educación de su hijo. Entre 1873 y 1874, Ernesto Quesada cursó estudios en el Vitzthum-Gymnasium de Dresde, en Sajonia (Alemania). Durante aquel primer viaje por Europa visitó a Juan Manuel de Rosas en su chacra en Swaythling, a dos millas de Southampton (Inglaterra), y a Mercedes Tomasa de San Martín, hija de José de San Martín, en París. Regresó a Buenos Aires en 1875, y finalizó su bachillerato en el Colegio Nacional de Buenos Aires, donde compartió sus estudios con Rodolfo Rivarola.
En 1877 y 1878 Quesada sirvió como asistente de bibliotecario en la Biblioteca Nacional. En 1878 participó del Círculo Científico-Literario responsable de la publicación de la Revista Literaria, círculo al que pertenecían además varias de las figuras jóvenes más notables de la generación: el prosista Enrique García Mérou, el poeta Julio E. Mitre, el periodista y defensor del naturalismo Benigno B. Lugones, Carlos Monsalve, el futuro jurista Luis María Drago, Adolfo Mitre (hijo menor de Bartolomé Mitre), Rodolfo Rivarola y José Nicolás Matienzo, entre otros. En ese círculo polemista, García Mérou representaba a los románticos y Quesada era portavoz de los clásicos.

Quesada representaba la erudición políglota, germánica, copiosa y abundante.
Enrique García Mérou

En 1878 Quesada publicó su primer libro, La sociedad romana en el primer siglo de nuestra era. En 1879 Ernesto Quesada regresó a Alemania a estudiar en dos de las universidades más prestigiosas, la de Leipzig y la de Berlín, centros de renovación de las ciencias sociales; en ese tiempo destacaban las figuras de Wilhelm Georg Friedrich Roscher y Wilhelm Wundt. Luego continuó sus estudios en París por breve tiempo, donde tuvo por maestros a Ernest Renan, Paul Janet y Fustel de Coulanges. Retornó a Argentina para graduarse en abogacía en 1882, con una tesis sobre el régimen de quiebras.

### Profesor, escritor, historiador y magistrado
En 1880 fue designado profesor de Literatura extranjera y estética en el Colegio Nacional de Buenos Aires, durante el rectorado de José Manuel Estrada. En ese establecimiento dictó clases hasta 1884. En 1882 fue secretario de la delegación diplomática en Río de Janeiro, promovido luego a la delegación diplomática en Washington D. C. En 1883 se casó con Eleonora Pacheco (1861-1927), nieta del general Ángel Pacheco. Con ella tuvo cinco hijos. Continuó sus viajes por el mundo con su visita a Rusia, tema sobre el que escribió su extensa obra Un invierno en Rusia (2 volúmenes, Buenos Aires, 1888).
Al retornar a la Argentina, inició su etapa más prolífica como escritor, abordando campos tan diversos como las finanzas, la crítica literaria y la historia: Las finanzas municipales (1889), Dos novelas sociológicas (1892), y El impuesto sobre la renta (1894) son algunas de sus obras en ese período. Del general Ángel Pacheco heredó un archivo historiográfico voluminoso sobre esta familia, y sobre la actividad de Juan Lavalle y de Gregorio Aráoz de Lamadrid. Esta fuente le sería de gran utilidad para sus investigaciones históricas que dieron origen, entre otros, a su libro La época de Rosas: su verdadero carácter histórico (1898). Esta obra se consideró «con unanimidad, su mejor volumen», el aporte central de Quesada al estudio de la historia argentina desde la perspectiva sociológica. La historiografía la calificó como obra señera del revisionismo histórico en Argentina. Según la tesis de Quesada, Rosas era un resultado de su tiempo, es decir, su época lo explicaba. En esa obra, Quesada desarrolló el paralelo entre Rosas y Luis XI de Francia, y utilizó la expresión «Edad Media Argentina» para referir el período de la historia argentina que se inició con la crisis del año 1820. Por su parte, Pablo Buchbinder está de acuerdo con las novedades historiográficas que introduce La época de Rosas aunque señala que, junto con el interés científico de Quesada, estaba su anhelo de rehabilitar al general Antonio Pacheco, su pariente político. Su obra sobre la historia de las guerras civiles completó su trabajo historiográfico.
En diciembre de 1892 fue elegido Intendente del Partido de General Sarmiento, ocupando el puesto solo por ocho meses (del 1 de enero al 11 de agosto de 1893). Años más tarde ocupó algunos cargos municipales de menor rango, y también fue  concejal en la ciudad de Buenos Aires.
En 1899 comenzó su carrera como magistrado. Fue juez en el fuero penal, juez en el fuero civil (1902), y elevado a la cámara de apelaciones —tribunal que revisa lo actuado en primera instancia— en 1910. Algunas de sus interpretaciones jurídicas fijaron rumbos a la jurisprudencia. En 1900, Quesada inició una saga referida al idioma de los argentinos con su obra El problema del idioma nacional (Buenos Aires: Revista Nacional, 1900), que continuaría con El criollismo en la literatura argentina (1902) y finalizaría veinte años más tarde con La evolución del idioma nacional (Buenos Aires: Mercatali, 1922).
Desde 1903 Quesada fue profesor de Economía Política en la Facultad de Ciencias Jurídicas y Sociales de la Universidad Nacional de La Plata. En la Facultad de Filosofía y Letras de la Universidad de Buenos Aires, Quesada ocupó la cátedra de Sociología en 1904 y se hizo cargo del dictado de los cursos. Era la primera cátedra de su especie en Argentina, creada por resolución del año 1898 y dictada en 1899 por Antonio Dellepiane en calidad de suplente. Quesada fue el responsable de la programación de la asignatura y ejerció la titularidad de la cátedra hasta 1924, cuando fue sucedido por Ricardo Levene. Cada año exponía un aspecto diferente de la disciplina: doctrinario, histórico o de aplicación. Muchos de esos enfoques quedaron plasmados en obras escritas: La vida colonial argentina: médicos y hospitales (1917), El ciclo cultural de la colonia (1925) —obra considerada entre sus principales como historiador— o La evolución sociológica del Derecho según la doctrina spengleriana (1923).
En 1910, Ernesto Quesada fue uno de los cofundadores de la Academia Argentina de la Lengua, correspondiente de la Real Academia Española, junto a su padre Vicente y a otras personalidades como Calixto Oyuela, Rafael Obligado, Joaquín V. González, Estanislao S. Zeballos, Pastor S. Obligado y Belisario Roldán (hijo). La muerte de su padre en 1913 produjo en Ernesto Quesada un fuerte impacto y agudizó sus problemas de salud. Con todo, presidió la delegación que participó en el Congreso Científico Panamericano de Washington, integrada también por su amigo José Ingenieros.

### Sus últimos años
Los últimos años de Quesada estuvieron signados por el agotamiento resultante de su vida de sacrificio y desencanto, la desilusión por el rumbo que tomaba la investigación científica, la soledad y un profundo desencanto personal.

No salgo casi nunca, paso todo el día en mi biblioteca... pero en lo profundo de mi alma me siento tan solo, tan solo que comienzo a preguntarme si realmente vale la pena vivir de esta manera.
Carta de Quesada a Leonore Deiters, 31 de enero de 1915

Divorciado de Eleonora Pacheco en 1912, Ernesto Quesada conoció dos años después a la periodista y escritora alemana Leonore Niessen-Deiters (1879-1939), quien se encontraba de viaje por Sudamérica. Mantuvieron intercambios epistolares durante los años de la Primera Guerra Mundial (1914-1918). Leonore Niessen-Deiters terminó por divorciarse de su marido J. Niessen en 1919 y por trasladarse a la Argentina, donde se casó con Quesada.
Participó en la Reforma Universitaria de 1918 como interventor en la Facultad de Derecho y Ciencias Sociales. Recién en 1919, a la edad de 61 años, le asignaron a Quesada una cátedra en la Facultad de Derecho de la Universidad de Buenos Aires: la de “Política y Tratados Panamericanos”. En sus clases, Quesada propugnaba la profesionalización, la investigación, la especialización, y el papel del abogado dentro de la sociedad. Quesada pidió una licencia médica en 1921 y renunció al año siguiente. Viajó entonces a Berlín, donde fue nombrado profesor emérito con renta vitalicia.
Entre 1928 y 1929, Quesada se instaló con Leonore Deiters en Spiez, en el Cantón de Berna (Suiza). Su lugar de retiro y última residencia en el extranjero fue una casa a la que llamó «Villa Olvido» —nombre que sugiere su estado de ánimo en esa etapa—. Falleció el 7 de febrero de 1934, a los 75 años. Tras la muerte de Quesada, Leonore permaneció allí los últimos cinco años de su vida.

## Legado individual bibliográfico

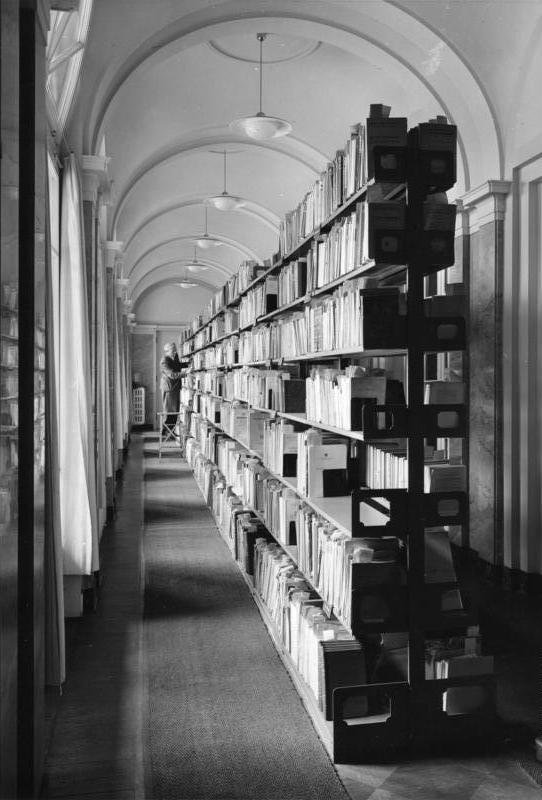
Parte de la biblioteca del Instituto Ibero-Americano en Berlín (Berlín, 1958). La biblioteca se basó inicialmente en tres colecciones que abarcaban unos 80 000 libros y manuscritos cedidos por Ernesto Quesada al Estado de Prusia en 1928.

Ernesto Quesada tuvo intención de vender su biblioteca al Estado argentino: ambicionaba que ella fuera parte del patrimonio de los estudiantes. En concordancia con el pensamiento de su padre, pensaba que su familia había realizado un gran esfuerzo intelectual y económico y que por eso el Estado debía gratificar ese servicio.
Finalmente, donó su biblioteca privada, de aproximadamente 80 000 libros y manuscritos, al Estado de Prusia en 1928. En carta al profesor Martínez Paz, fechada el 17 de enero de 1929, y reproducida por los diarios de la provincia de Córdoba, Quesada explicó el motivo de aquella cesión: no había hallado en Argentina el interés que debió despertar su ofrecimiento a la Universidad de Buenos Aires para que tomase a su cargo esa entidad, la «Biblioteca y Museo Quesada».
La donación al estado prusiano fue el origen de la fundación del Instituto Ibero-Americano en Berlín (IAI) en 1930. Una parte de los libros y de los manuscritos se perdió durante la Segunda Guerra Mundial. El legado se compone de documentos que Ernesto Quesada llevó consigo a Suiza en 1929 y que pasaron al Instituto Ibero-Americano recién después de su muerte.

## Distinciones
Ernesto Quesada fue honrado con numerosas distinciones, tanto en la Argentina como en el extranjero. Fue miembro de la Academia Argentina de Ciencias y Letras, académico de número de la Academia Nacional de Derecho y Ciencias Sociales de Buenos Aires –donde ocupó el sillón «Lisandro Segovia»– y miembro de la American Academy of Political and Social Science, entre otras.

## Algunas de sus obras
De la vasta bibliografía generada por Ernesto Quesada, entre libros, apuntes y discursos destacan ejemplos tales como:
- Dos novelas sociológicas (1892). Ver además: Dos novelas sociológicas: Quilito, por Carlos María Ocantos, París, 1899, y La bolsa (estudio social), por Julián Martel, Buenos Aires, 1891 (1892)
- Reseñas y críticas (1893)
- La política chilena en el Plata: las negociaciones diplomáticas entre Chile y la República Argentina. -La cuestión actual: criterio "de las más altas cumbres" y del "divortium aquarum interoceánico."-El "hito" de San Francisco. El memorial del perito Barros Arana, refutación de las pretensiones chilenas; con un apéndice que contiene la exposición y refutación del doctor Bernardo de Irigoyen y varios mapas y planos. (1895). Véase también Política chilena en el Plata (1895)
- Alocución patriótica. Pronunciada en la fiesta anual del ateneo celebrada el 25 de mayo de 1895 (1895).
- La época de Rosas, su verdadero carácter histórico (1898)
- La política argentina respecto de Chile (1895-1898) (1898)
- El problema del idioma nacional (1900)
- Herbert Spencer y sus doctrinas sociológicas (1907)
- El problema nacional obrero y la ciencia económica (conferencia inaugural del curso de economía política) (La Plata, 1907)
- La cuestión obrera y su estudio universitario (1907)
- El desenvolvimiento social hispano americano: vol. 1. El período precolombiano (1917)
- El feminismo argentino: tendencias y orientaciones. Conferencia dada en el Consejo nacional de mujeres el 21 de junio de 1920 (1920)
- La evolución del idioma nacional (1922)